# Gaultheria mucronata
La pernettia del Cile (Gaultheria mucronata (L.f.) Hook. & Arn.) è una pianta suffruticosa appartenente alla famiglia Ericaceae, originaria dell'America del Sud.

## Descrizione
La pernettia del Cile è un basso frutice di aspetto erbaceo, sempreverde e latifoglia. Produce un frutto che è una bacca di colore bianco, rosato o rosso.
Le sue bacche sono commestibili, ma di sapore solo appena dolce.